# PPTV
PPTV（ピーピーティービー、中国語: PP视频）は、中華人民共和国のPPLiveが開発しているテレビ番組・映画・ドラマ・スポーツ・ニュースなどのライブストリーミングとビデオ・オン・デマンド配信を提供しているオンラインテレビサービス。旧サービス名は運営元と同じPPLive（中国語: PPTV网络电视または中国語: 聚力视频）であった。
サービスにはウェブサイトもしくは専用のクライアントソフトウェアからアクセスできる。Windows、Mac OS X、Android、iOS、Symbian などから視聴できる。PPTV はプロプライエタリのビデオストリーミングと配信プラットフォームで作られている。

## 番組プログラム
PPTVの番組プログラムは中国の視聴者向けである。120の中国のテレビ局、300のライブチャンネル、2万のビデオ・オン・デマンドをカバーしている。

## 技術
PPLiveはPPCloudと呼ばれるビデオストリーミングと配信プラットフォームを開発した。このプラットフォームはCDNとP2Pを融合したものである。スケーラビリティがあり、低コストで配信できる。

## 利用者数
PPLiveによると、2010年12月現在、2億人がソフトウェアをインストールし、1.05億人が毎月視聴している。平均2.5時間視聴している。